# Балб
Балби (на латински: Balbus: „заекващ“) e когномен на много римски фамилии.
От Ацилии Балби са известни:
- Маний Ацилий Балб, консул 150 пр.н.е.
- Маний Ацилий Балб, консул 114 пр.н.е.

От фамилията Ампии:
- Тит Ампий Балб, народен трибун 63 пр.н.е., привърженик на Помпей и от Цезар простен ([4]).

Други консули с това име:
- Маний Ацилий Балб (консул 150 пр.н.е.)
- Маний Ацилий Балб (консул 114 пр.н.е.)
- Квинт Педий Балб, консул 43 пр.н.е., племенник на Гай Юлий Цезар
- Децим Лелий Балб, консул 6 пр.н.е.
- Луций Норбан Балб, консул 19 г.
- Квинт Юлий Балб, суфектконсул 85 г.
- Квинт Юлий Балб, суфектконсул 129 г.
- Децим Лелий Балб, суфектконсул 46 г.

Най-важните обаче с това име са двама родени в Гадес (Кадис) от Корнелии Балби:
- Луций Корнелий Балб Стари, 1 век пр.н.е., частен секретар на Юлий Цезар; пише дневник
- Луций Корнелий Балб Млади, 1 век пр.н.е., племенник на горния; служи при Цезар

Други личности с това име:
- Луций Луцилий Балб, римски юрист, брат на Квинт Луцилий Балб, ([5])
- Квинт Луцилий Балб, философ-стоик ([6]).
- Квинт Антоний Балб, претор в Сицилия 82 пр.н.е.
- Марк Аций Балб, женен за Юлия, сестра на Цезар, с която има дъщеря Ация, майка на Август.